# Coulanges-lès-Nevers
Coulanges-lès-Nevers è un comune francese di 3 734 abitanti situato nel dipartimento della Nièvre nella regione della Borgogna-Franca Contea.
Il territorio comunale è bagnato dalla Nièvre, affluente di destra della Loira. Gran parte delle sue acque vengono qui deviate un canale di derivazione che le conduce da Coulanges-lès-Nevers al quartiere di Les Bords-de-Loire, ad est di Nevers.

## Società

### Evoluzione demografica
Abitanti censiti